# Библиографија
Библиографија  (од стгрч. , транслит.  — „књига” и стгрч. , транслит.  — „писање”) је појам зачет у 5. веку п. н. е. и првобитно је значио писање и преписивање књига, а од 17. века добија данашње значење, тј. описивање књига и свих видова публикација и класификовање по одређеном систему с намером да пружи информације о литератури.

## Систематизација библиографија
Библиографије су разврстане на следећи начин:

### По садржини грађе
- општа библиографија
- специјална библиографија

### По обухвату грађе
- исцрпна библиографија
- селективна библиографија

### По врсти обухваћених публикација
- библиографије монографија
- библиографије периодике
- библиографије саставних делова публикација
- библиографије сваког типа некњижне грађе посебно

### По степену самосталности
- самосталне библиографије
- скривене библиографије (у списковима литературе и напоменама)

### По степену референтности
- библиографије првог степена
- библиографије другог степена (које указују на постојеће библиографије)
- библиографије трећег степена (које указују на постојеће библиографије другог степена)

### По степену документарности
- примарне (у којима је сваки опис урађен према виђеном материјалу)
- секундарне (у којима су пописи преузети из других извора, међу којима су библиографије, лексикони, енциклопедије итд.)

### По хронолошком критеријуму
- текуће библиографије (прате савремену издавачку продукцију и објављују се у одређеном временском распону)
- ретроспективне (доносе податке о издавачкој продукцији неког ранијег периода)
- перспективне (информишу о књижној продукцији у скоријој будућности)

### По географско-језичкој припадности
- завичајне
- регионалне
- националне
- међународне
- универзалне

### По предмету обраде
- ауторске
- хронолошке
- стручне
- предметне
- унакрсне